# 로베르토 알리도시
로베르토 알리도시(Roberto Alidosi, 1362년 11월 29일 사망)는 14세기 이몰라의 영주이다.
그는 1350년 12월에 교황 대리로 임명됐고 1356년에는 교황군 사령관이 됐다. 로베르토 알리도시는 페사로의 영주 말라테스타 3세 말라테스타의 딸 미켈리나 말라테스타와 혼인하였고, 그녀가 사망한 뒤에는 볼로냐를 통치하던 가문 출신인 자코마 페폴리 (Giacoma Pepoli)와 재혼했다.
그는 1362년 이몰라에서 사망했고, 그의 아들 아초가 그 뒤를 물려받았다. 그의 또 다른 아들 베르트란도 역시도 나중에 이몰라의 영주가 됐다.
| 이전 리포 2세 알리도시 | 이몰라의 영주 1350년–1362년 | 이후 아초 알리도시 |